# Haugesund Lufthavn, Karmøy
Haugesund Lufthavn, Karmøy, (IATA: HAU, ICAO: ENHD) er en lufthavn der ligger på en ø syd for byen Haugesund på fastlandet i Karmøy Kommune, Rogaland, Norge. I 2009 ekspederede den 532.352 passagerer. Den åbnede i 1975 og drives at det statslige selskab Avinor.
Lufthavnen ligger helt ud til Nordsøen og er derfor en af det mest udsatte i landet, på grund af tåge og stærk vind.

## Flyselskaber og destinationer
| Flyselskaber | Destinationer                             |
| ------------ | ----------------------------------------- |
| Norwegian    | Oslo-Gardermoen                           |
| Ryanair      | Alicante, Bremen, London-Stansted, Málaga |
| SAS          | Bergen/Kristiansund, Oslo-Gardermoen      |